# Saint-Martin-du-Manoir

Saint-Martin-du-Manoir este o comună în departamentul Seine-Maritime, Franța. În 1 ianuarie 2022 avea o populație de 1.496 de locuitori.